# György Sztantics
György Sztantics (en serbocroat: Đuro Stantić; Subotica, Sèrbia, 19 d'agost de 1878 - Subotica, 10 de juliol de 1918) va ser un atleta hongarès d'origen bunjevci que va competir a començaments del segle xx. Va destacar com a marxador i el 1906 va prendre part en els Jocs Intercalats d'Atenes, on va guanyar la medalla d'or en la competició dels 3000 metres marxa del programa d'atletisme. En els 1500 metres marxa acabà en setena posició.
Un atac de cor posà punt final a la seva vida amb tan sols 39 anys.